# Cedr
Cedr (Cedrus) je rod horských dlouhověkých jehličnatých stálezelených stromů dosahujících mohutného vzrůstu. Je součástí čeledě borovicovitých, při podrobnějším dělení je s ohledem na příbuznost zařazen do podčeledě jedlové (Abietoideae).
V překladech z ruštiny se často objevuje pojem „sibiřský cedr“ (v ruštině „Сиби́рский кедр“), zde se však jedná o lidové pojmenování borovice sibiřské. V angličtině se zase objevuje pojmenování „cedar“ (= cedr) pro různé druhy jehličnanů z čeledi cypřišovité (např. Redcedar, Whitecedar, incense cedar, Chilean cedar...)

## Rozšíření
Cedr pochází z hornatých oblastí Blízkého východu, konkrétně z pohoří Libanon a Antilibanon v Libanonu a Sýrii, Taurus a Antitaurus v Turecku, Troodos na Kypru, ze severní Afriky z pohoří Atlas v Maroku a Alžírsku a ve střední Asii z Himálaje, kde také se všude ve volné přírodě, byť v rozdílném množství, vyskytuje.

## Popis
Jehličnatý strom s větvemi nerostoucími v přeslenech dosahuje ve vzácných výjimkách výšky až 40 m, jinak běžně něco málo přes 20 m. Také zcela výjimečně může být výčetní tloušťka jeho kmene okolo 3 m a strom se může dožít 1000 let. Mladší rychle rostoucí stromy mají pyramidální korunu, starším se koruna u některých druhů roztahuje a dostává široký deštníkovitý tvar, větve se blíží vodorovné poloze. Rostou v nadmořských výškách od 1400 do 2500 m n. m. Dřevo stromů je velmi pevné, odolné proti hmyzu a houbovitým chorobám.
Větve jsou dvoutvárné, dlouhé terminální rostou rychle a obrůstají pomalu rostoucími postranními krátkými větvičkami, zimní pupeny jsou malé, vejčité ukryté v obálce. Jehlice jsou spirálovitě uspořádané a paprsčitě odstávají na dlouhých větvích, na kratších větvičkách jsou hustě nahloučené. Tuhé jehlice jsou troj nebo čtyřhranného průřezu a jsou zakončeny hrotem. Průduchy mají svrchu i naspodu, dva malé pryskyřičné kanálky jsou po okrajích. Jehlice opadávají co 3 až 6 let, produkují hodně silic.
Šištice vyrůstají jednotlivě vzpřímeně na vrcholcích krátkých větviček. Samčí jsou štíhlejší, až 5 cm dlouhé, obsahují velké množství pylu. Samičí jsou vejčitého až válcovitého tvaru a jsou veliké 5 až 10 cm, mají velké a dřevnaté semenné šupiny, u základny a ve špici jsou sterilní. Nepravidelně trojhranná semena s velkými blanitými křídly dozrávají druhým nebo třetím rokem a šištice se postupně se zráním semen rozpadají, zůstává nakonec jen vřeteno.

## Taxonomie
Rod cedr je dělen do tří až čtyř druhů:
- cedr atlaský neboli atlantský[6] (Cedrus atlantica) (Endl.) G. Manetti ex Carrière – výskyt Maroko, Alžírsko
- cedr himálajský (Cedrus deodara) (Roxb. ex D. Don) G. Don – výskyt Afghánistán, Pákistán, Indie, Nepál, Čína
- cedr libanonský (Cedrus libani) A. Rich. – výskyt Libanon, Sýrie, Turecko, Kypr

Někdy je z  poddruhů cedru libanonského vydělován samostatný druh:
- cedr krátkolistý (Cedrus brevifolia) (Hook. f.) A. Henry – výskyt Kypr

## Ikonografie
Cedr je národním stromem Libanonu a Libanonců, jeho silueta se objevuje ve státním znaku, na státní vlajce a v místních názvech všude tam, kam se libanonští obyvatelé rozšířili, například město Cedar Rapids ve státě Iowa v USA, kde žádné cedry nerostou.

## Významné cedry
V Praze roste památný cedr atlaský v ulici Na Balkáně a cedr libanonský na Dobešce.

## Galerie

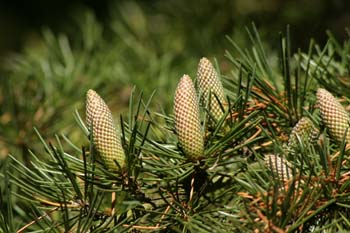
Samčí šištice cedru himálajského
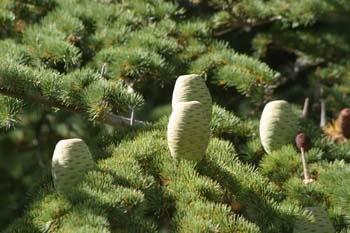
Samičí šištice cedru himálajského
Libanonská vlajka